# Johann Gildemeister
Johann Gustav Gildemeister, född den 20 juli 1812 i Mecklenburg-Schwerin, död den 11 mars 1890 i Bonn, var en tysk orientalist.
Gildemeister blev 1839 docent och 1844 extra ordinarie professor i orientaliska språk i Bonn, 1845 ordinarie professor i orientalisk litteratur och teologi i Marburg, 1848 universitetsbibliotekarie där och 1859 ordinarie professor i österländska språk i Bonn.  
Gildemeister var en bland stiftarna av Deutsche Morgenländische Gesellschaft i Leipzig och Halle och Deutscher Palästina-Verein i Leipzig och en ivrig deltagare i sin tids teologiska strider. Hans föreläsningar och vetenskapliga författarverksamhet omfattade både semitiska och indoeuropeiska språk.